# Răzvan Horj
Răzvan Horj (Majszin, 1995. december 12.– ) román labdarúgó.

## Pályafutása

### Klubcsapatban
Răzvan Horj pályafutását a kolozsvári CFR Cluj csapatában kezdte. 2015-ben került fel a felnőtt csapathoz, ahol huszonhat bajnoki mérkőzésen lépett pályára és 2016-ban Román Kupa-győzelmet ünnepelhetett. 2017 nyarán a Viitorul Constanța szerződtette. Az ovidiui csapattal Román Szuperkupa-győztes lett, majd a 2017–2018-as szezon második felét a szintén élvonalbeli Voluntari csapatánál töltötte kölcsönben. 2018 nyarán az Újpest szerződtette. 2019. február 26-án szerződést bontott a lila-fehér együttessel, amelynek színeiben első bajnokiján gólt szerzett, majd a Lang Ádámot is foglalkoztató CFR Cluj csapatába igazolt.
2020. január 13-án kölcsönben az Universitatea Cluj csapatához került.
2020 szeptemberében a Gaz Metanhoz igazolt. Bemutatkozására decemberig kellett várni, az Astra Giurgiu elleni bajnoki mérkőzésen debütált a Gaz Metan színeiben.
2022 februárjában 2 éves szerződést írt alá a Petrolul csapatával. Szerződését nem töltötte ki, 2022 novemberében pedig a Minaur csapatához szerződött.

## További információ
- Răzvan Horj adatlapja a Soccerway oldalon (angolul)
- Răzvan Horj adatlapja a Transfermarkt oldalán (angolul)
- Răzvan Horj adatlapja az MLSZ Adatbank oldalán